# Pacta sunt servanda
Pacta sunt servanda es una locución latina, que se traduce como «lo pactado obliga», que expresa que toda convención debe ser fielmente cumplida por las partes de acuerdo con lo pactado. Constituye un principio básico del derecho civil (específicamente relacionado con los contratos) y del derecho internacional. "El contrato es ley entre las partes".
En materia internacional se señala que: "Todo tratado en vigor obliga a las partes y debe ser cumplido por ellas de buena fe" (según lo señala el artículo 26 de la Convención de Viena sobre el Derecho de los Tratados de 1969 y mismo artículo de la Convención de Viena sobre el Derecho de los Tratados celebrados entre Estados y Organizaciones Internacionales o entre Organizaciones Internacionales de 1986).
Esta consigna, acuñada en épocas de la antigua Roma y según la cual “los pactos deben honrarse”, es una de las bases fundacionales de la confianza que la sociedad deposita en sí misma.
Dictámenes de Tribunales se han basado en los principios generales del derecho internacional, al consagrar el principio pacta sunt servanda y la buena fe, como hilos conductores de la acción de incorporar la norma al ordenamiento interno.
Este principio tiene amplia aplicación en material contractual en la escuela del derecho romano, figura ante la cual se pueden aclarar lagunas de la ley o incluso contraponerse a lo estipulado por la norma, siempre y cuando no sean términos irrenunciables, de manera de que bajo criterios de interpretación, la voluntad o intención de las partes contratantes debe ser valorada y respetada, en todo aquello que no contravenga las leyes, como norma suprema en sus relaciones.

## España
En España, este principio está reflejado en los artículos 1089, 1091, 1256 y 1258 del Código Civil español, señalando el segundo de dichos preceptos que "Las obligaciones que nacen de los contratos tienen fuerza de ley entre las partes contratantes, y deben cumplirse al tenor de los mismos". Asimismo, el artículo 1258 del Código Civil establece: "Los contratos se perfeccionan por el mero consentimiento, y desde entonces obligan, no sólo al cumplimiento de lo expresamente pactado, sino también a todas las consecuencias que, según su naturaleza, sean conformes a la buena fe, al uso y a la ley". Así lo ha puesto de manifiesto también la jurisprudencia.